# كولة هران (أفلح اليمن)

تعديل مصدري - تعديل

كولة هران هي إحدى قرى عزلة الجوان والقطابية بمديرية أفلح اليمن التابعة لمحافظة حجة، بلغ تعداد سكانها 368 نسمة حسب تعداد اليمن لعام 2004.